# Circondario di Udine
Il circondario di Udine era uno dei circondari in cui era suddivisa la provincia di Udine o provincia del Friuli, esistito dal 1889 al 1927.

## Storia
Nel Nord-Est dell'Italia, i circondari furono introdotti facoltativamente nel 1888 in base al Testo Unico degli enti locali.
Nel 1923 venne assegnato al circondario di Udine il mandamento di Cervignano, già appartenente al circondario di Gradisca.
Il circondario di Udine fu abolito, come tutti i circondari italiani, nel 1927, nell'ambito della riorganizzazione della struttura statale voluta dal regime fascista. Tutti i comuni che lo componevano rimasero in provincia del Friuli.

## Suddivisione
Estropolando dal 1932, il circondario era costituito dai seguenti mandamenti:
1. Cervignano
2. Codroipo
3. Latisana
4. Palmanova
5. San Daniele del Friuli
6. San Vito al Tagliamento
7. Spilimbergo
8. Tarcento
9. Udine